# Mekenna Melvin
Mekenna Melvin (Saratoga, 23 gennaio 1985) è un'attrice statunitense.
È conosciuta maggiormente per la sua partecipazione alla serie televisiva Chuck dove interpretava Alex McHugh.

## Biografia
Melvin è nata e cresciuta a Saratoga (California). Si interessò alla recitazione in giovane età, trascorrendo del tempo al teatro locale con sua madre, il direttore del teatro, e fece la sua prima apparizione in una performance locale di You're a Good Man, Charlie Brown all'età di 5 anni. È laureata alla Independence High School a San Jose (California).
Ha frequentato l'Accademia Americana di Arti Drammatiche a New York City (New York) e la British American Drama Academy ad Oxford, Inghilterra.
Melvin è un'attrice, ballerina e cantante professionista ed è anche cintura nera di Taekwondo.

## Filmografia

### Cinema
- Una babysitter pericolosa (The Nightmare Nanny), regia di Michael Feifer (2013)

### Televisione
- Lie to Me – serie TV, episodio 1x03 (2009)
- Three Rivers – serie TV, episodio 1x04 (2009)
- Detroit 1-8-7 – serie TV, episodio 1x06 (2010)
- Chuck – serie TV, 24 episodi (2010-2012) - Alex McHugh
- Castle – serie TV, episodio 5x24 (2013)
- Grey's Anatomy – serie TV, 1 episodio (2013)
- CSI - Scena del crimine (CSI: Crime Scene Investigation) – serie TV, episodio 15x14 (2015)
- C'era una volta (Once Upon a Time) – serie TV, 1 episodio (2016)

## Doppiatrici italiane
Nelle versioni in italiano delle opere in cui ha recitato, Mekenna Melvin è stata doppiata da:
- Ilaria Latini in Chuck
- Benedetta Ponticelli in Castle
- Letizia Ciampa in Grey's Anatomy
- Domitilla D'Amico in CSI - Scena del crimine
- Irene Trotta in C'era una volta